# Дауэрвальд

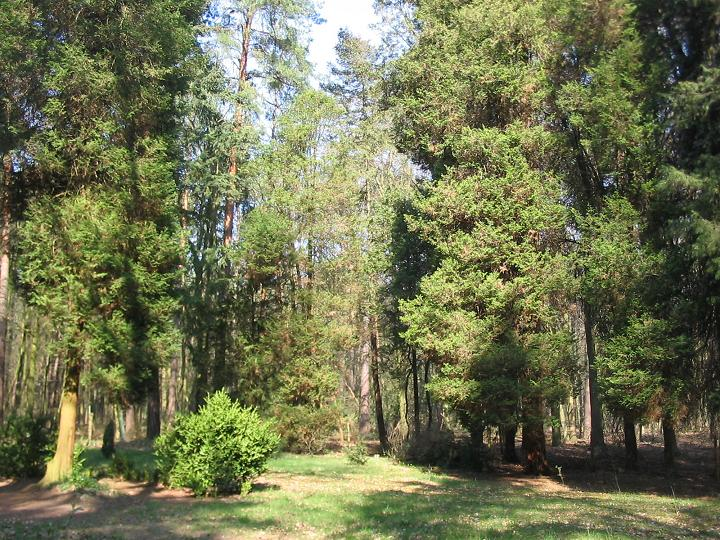
Лес, выращенный по системе «дауэрвальд» в хозяйстве Беренторен на территории нынешнего района Анхальт-Биттерфельд земли Саксония-Анхальт

Дауэрвальд (нем. Dauerwald, от Dauer — продолжительность, постоянство и Wald — лес) — система непрерывного пользования лесом, при которой исключается какая бы то ни было сплошная рубка, а выборочно по всей площади лесничества вырубаются деревья со стволами, достигшими нужного диаметра, а также сухие и больные деревья, нежелательные или мешающие лучшим, утратившие способность к приросту. Цель этого вида рубки — повышение продуктивности леса путём сохранения его непрерывного роста на всей площади, разновозрастности древостоев смешанного состава и их естественного возобновления, улучшения условий произрастания, в частности почвы, выращивания деревьев хозяйственно ценных пород с крупномерными стволами и создания благоприятных взаимоотношений между породами.
Рубку после клеймения деревьев проводят на всей площади лесничества, по возможности чаще (лучше ежегодно), соблюдая постоянный уход за почвой (разбрасывание порубочных остатков в качестве удобрения, введение почвоулучшающих пород, сохранение подстилки). В чистые сосняки вводятся дуб и бук.
Дауэрвальд возник в Германии в конце XIX века. В лесном хозяйстве Беренторен лесовод Фридрих фон Калич с 1884 года взамен сплошных рубок ввёл частые рубки в сосняках, что значительно повысило прирост и бонитет насаждений при интенсивном пользовании лесом. Его опыт обобщили немецкие лесоводы Вибеке и А. Мёллер, последний и ввёл термин «дауэрвальд». В. Э. Шмидт в 1928 году указал, что эффект Беренторенского хозяйства был особенно разителен на фоне песчаных почв, истощённых длительным сельскохозяйственным пользованием.
Многие приёмы дауэрвальда используют в Австрии и Швейцарии. В ГДР в 1951——61 годах были предприняты попытки возродить дауэрвальд, в 1962—75 годах он применялся в Литве. В мире эта система широкого распространения не получила, так как создание смешанных древостоев эффективно не на всяких почвах, при частых рубках увеличивается опасность повреждения молодняка и т. д..